# 新馬模體育場
新馬模體育場（Stadion, Malmö）前稱「瑞典銀行球場」（Swedbank Stadion）是位於瑞典馬爾默的足球場，於2009年4月13日落成啟用，是瑞典足球超級聯賽球會馬模FF的主場球場。
在2009年歐洲U-21足球錦標賽舉行期間，由於贊助條款而更名為「马尔默新球场」（Malmö New Stadium），期間舉行3場A組分組賽及於2009年6月29日舉行由德國U21以4-0擊敗英格蘭U21的決賽。

## 外部連結
- Swedbank Stadion at Malmö FF's official homepage （页面存档备份，存于）
- Interior tour of stadium